# Santiago Castellanos Urízar
Santiago Castellanos Urízar (Madrid, España, 1846-Madrid, 19 de mayo de 1920),fue un arquitecto español, autor, entre otras obras del edificio Lamarca Hermanos situado en Madrid. 

## Biografía
Nació en Madrid en 1846.Obtuvo el título de arquitecto en 1869 y tres años más tarde, en 1872, es nombrado arquitecto de la Diputación de Soria hasta el año 1876, aunque conserva su calidad de funcionario hasta su jubilación en 1918.
En 1876 se instala de nuevo en Madrid. El Ayuntamiento de esta ciudad le otorga una renta para el estudio de los edificios municipales de la Exposición Universal de París.Posteriormente, es nombrado para diversos puestos oficiales de arquitectura y asume la realización de proyectos, ejecución y supervisión de obras, ampliaciones y reformas de edificios de beneficencia, como fue la reconversión del Palacio nuevo de Vista Alegre, que llevó a cabo entre 1888 y 1898 para Asilo de Inválidos del Trabajo. Hace igualmente el Asilo de San Sebastián para huérfanos, mediante la ampliación del Hospital del Niño Jesús en 1901. También es responsable de la ampliación del Colegio de Doncellas Nobles de la ciudad de Toledo.
Realizó en Madrid reformas de edificios y diversos proyectos arquitectónicos y de ejecución de obras de nueva planta (algunos reputados), entre otros:
- Las obras de rehabilitación y elevación de la torre del reloj del Ministerio de la Gobernación en la Puerta del Sol, actualmente sede de la Presidencia de la Comunidad de Madrid.[2]
- Interviene como coautor en el proyecto para reformar el entonces llamado Palacio Nacional de Recoletos, edificio que actualmente alberga el Museo Arqueológico Nacional y la Biblioteca Nacional de España.[2]
- Comparte la dirección de la ejecución de obra de las Escuelas Aguirre, proyecto del arquitecto Emilio Rodríguez Ayuso. [4]

Fue nombrado presidente de la Sociedad Central de Arquitectos de Madrid, (sociedad dependiente de la Real Academia de Bellas Artes de San Fernando) que se formó en 1869 y es precursora del actual Colegio de Arquitectos de esa ciudad.
Asumió la responsabilidad de la Sección de Arquitectura del Círculo de Bellas Artes de Madrid, bajo cuyo mandato gestiona la creación y dirección de obra del antiguo Palacio del Círculo de Bellas Artes situado en el parque del Buen Retiro, palacio que fue erigido en 1907, abandonado en 1918 y finalmente destruido. Participa en diversas actividades culturales y artísticas de su tiempo, tales como formar parte de la Comisión para erigir la escultura del pintor Diego Velázquez, obra finalmente adjudicada al escultor Aniceto Marinas en 1899 y que se encuentra delante de la puerta principal del Museo del Prado.
Trabajó como arquitecto en numerosas obras de Madrid construyendo algunos de sus edificios modernistas. Además, escribió dos libros dedicados a los arquitectos Emilio Rodríguez Ayuso y Manuel Medrano Huetos, artistas a los que trató y con los que colaboró profesionalmente. Entre sus obras arquitectónicas en la ciudad de Madrid destacan el edificio Lamarca Hermanos (1902), obra modernista sita en la Calle de Fernando VI n.º 10-12;el edificio modernista de la Calle Martín de los Heros n.º 89 (1914),el edificio de la Calle Santo Tomé n.º 8 de estilo neomudéjar (1893),el edificio de la Calle de Alberto Aguilera n.º 16 (1907-1909) y la Casa-Palacio de Don Federico Ortiz (1901-1903) de la Calle Alcalá n.º 93, entre otras muchas obras.
Murió en Madrid en 1920.
Su hijo, Ángel Castellanos Ramos, (1885-1963) fue un fotógrafo que retrató el Madrid artístico y cultural de los años anteriores y posteriores a la guerra civil española de 1936-1939, siendo uno de los primeros autores en hacer fotografía española de montaña.